# 미쓰이 그룹
미쓰이 그룹(일본어: 三井グループ)은 미쓰비시 그룹, 스미토모 그룹과 함께 일본의 3대 재벌 그룹 중 하나이다. 전쟁 이전의 미쓰이 재벌의 흐름을 따르는 기업의 연합체를 니키(二木)회라고 불린다.
미쓰이 재벌은 2차 세계대전 이후 미쓰비시, 스미토모와 함께 해체되었지만, 니키(二木)회를 중심으로 다시 형성된 일본을 대표하는 3대 기업 집단 중 하나이다. 해체되기 직전까지 미쓰이은행과 미쓰이물산 등을 중심으로 한 일본 최대의 재벌집단이었으며, 현재는 니키회 26개사에 미츠이OSK, 미쓰이물산, 미쓰이부동산, 미쓰이E&S 등 미츠이의 이름을 딴 회사 이외에 토요타 자동차, 도시바, 후지 필름, IHI, 도레이 등이 가맹하고 있어 구재벌의 명성이 아직도 이어지고 있다.
미쓰비시 재벌, 스미토모 재벌과 함께 대표적인 재벌로 기록돼 있다. 「조직의 미쓰비시」, 「사람의 미쓰이」, 「결속의 스미토모」는 일본 3대 재벌의 특징을 요약한 유명한 표현이다. 미쓰이 그룹의 모태는 1876년 세워진 미쓰이은행과 미쓰이물산이다. 그러나 그 기원을 더 따라가면 도쿠가와 시대(1603~1867)의 거상인 미쓰이(三井) 가문까지 역사가 거슬러 올라간다. 미쓰이재벌의 시조로 평가받는 미쓰이 다카토시(三井高利)는 1673년 교토(京都)와 에도(江戶, 지금의 도쿄)에 포목점을 열었다.
미쓰이 가문의 포목점은 당시로는 파격적인 정찰제와 현금 거래를 내세웠다. 또 비가 오면 고객에게 회사 이름이 새겨진 우산을 빌려주는 등 현대식 마케팅 기법을 도입하면서 성장을 거듭했다. 일본의 개방이 본격화했던 메이지시대(1868~1912)에 미쓰이 가문은 은행, 무역, 광업 등에 진출하며 세력을 넓혔다. 1909년 지주회사격인 미쓰이합명회사(三井合名會社)를 세우고 재벌의 면모를 갖췄다. 이후 다양한 사업에 진출하면서 2차 세계대전이 끝날 시점에는 약 270개의 회사를 보유한 거대 기업집단으로 성장했다.
2차 세계대전 이후 미쓰이 재벌은 점령국인 미국 등 연합군 사령부에 의해 해체됐다. 재벌 산하 계열사들의 주식은 일반에 판매됐다. 주력 계열사였던 미쓰이은행은 세계대전 중에 다른 은행에 흡수됐다가 1948년에 다시 독립했다. 1950년대 들어 미쓰이 재벌에 속했던 회사들이 다이이치물산회사(第一物産會社)를 중심으로 재결합했다. 이후 이들은 미쓰이 그룹으로 발전했다

## 닛케이225 상장 미쓰이그룹 계열사
- 미쓰이물산 (Mitsui & Co.)
- 미쓰이화학 (Mitsui Chemicals)
- 미쓰이엔지니어링&조선 (미쓰이 E&S, Mitsui Engineering & Shipbuilding)
- 미쓰이부동산 (Mitsui Fudosan)
- 미쓰이금속광업&제련 (Mitsui Mining & Smelting Co., Ltd.)
- 미쓰이OSK라인스 (Mitsui O.S.K. Lines)
- 미쓰이스미토모해상화재보험그룹 (Mitsui Sumitomo Insurance Group)
- 미쓰이생명보험 (Mitsui Life Insurance Co.)
- 미쓰이-소코홀딩스 (Mitsui-Soko Holdings)
- 니혼유니시스 (Nihon Unisys)
- JA미쓰이리스 (JA Mitsui Leasing)
- 이세탄미스코시홀딩스 (Isetan Mitsukoshi Holdings)
- 덴카 (Denka)
- 토요타 (Toyota Group)
- 오지제지 (Oji Paper Company)
- 미쓰이스미토모 파이낸셜그룹 (Mitsui Sumitomo Financial Group)
- 미쓰이스미토모신탁그룹 (Mitsui Sumitomo Trust Holdings)
- 미쓰이스미토모건설 (Mitsui Sumitomo Construction)
- 미쓰이스미토모 은행 (Mitsui Sumitomo Banking Corporation)
- 미쓰이스미토모 신탁은행 (Mitsui Sumitomo Trust Banking ltd.)
- 신일본공조 (Shin Nippon Air Technologies)
- 산키공업 (Sanki Engineering)
- 도요엔지니어링 (Toyo Engineering Corporation))
- 일본제강소 (Japan Steel Works)
- Aim Services Co., Ltd

## 기타 미쓰이그룹 관계사
- 소니 (Sony)
- 이토요카도 (Ito-Yokado)
- 사가미철도 (Sagami Railway)
- 도쿄 방송 홀딩스 (TBS Holdings)
- 카오 (Kanebo: Kao Corporation)
- 오리엔탈 랜드 컴퍼니 (OLC: Oriental Land Company)
- 고마쓰제작소 (Komatsu Limited)
- 발리 (Vale - mining company)
- 리오틴토 (Rio Tinto Group)
- BHP (BHP Billiton)
- 야마하 (Yamaha)
- 얀마 (Yanmar)
- 심즈그룹 (Sims Metal Management)
- 콜롬비아 아시아 (Columbia Asia)
- IHH (IHH Healthcare Berhad)
- 그레이터앵글리아 (Greater Anglia)
- 웨스트미들랜드철도 (West Midlands Trains)

## 같이 보기
- 미쓰이 골든 글러브상
- 미쓰이스미토모 파이낸셜 그룹
- 금호미쓰이화학
- 도레이첨단소재